# Kamphoui

Kamphoui

Koningin Kamphoui (12 juli 1912 - 12 december 1981), was de laatste koningin van Laos (1959-1975) en echtgenote van koning Sisavang Vong. Op 7 augustus 1930 trouwde zij met de (toenmalige) kroonprins Sisavang Vong. 
Na de communistische machtsovername in december 1975 werd de koninklijke familie (w.o. koning Sisavang Vong, kroonprins Vong Savang) naar het Laotiaans-Vietnamese grensgebied gedeporteerd, omdat de communistische regering bang was dat zij in handen zouden vallen van monarchistische en anti-communistische rebellen, die de koning mogelijk zouden kunnen herstellen in zijn ambt.